# بكرة العضلة المائلة العلوية
بكرة العضلة المائلة العلوية (بالإنجليزية: Trochlea of superior oblique) هي بُنية تشبه البكرة تتواجد في محجر العين حيث يمر من خلالها وتر العضلة المائلة العلوية. تقع البكرة في الجانب الأنفي العلوي للعظم الجبهي، وتعد الغضروف الوحيد الموجودة في محجر العين الطبيعي.
تتمثل وظيفة العضلة المائلة العلوية بشكل مختصر في (1) انخفاض مقلة العين، وخاصة عندما تكون العين في وضع التقريب، و (2) التواء مقلة العين للداخل، وخاصة عندما تكون العين في وضع التبعيد.